# История Челябинской области
Челябинская область — регион Российской Федерации, находящийся на Среднем и Южном Урале.

## Древняя история
К эпохе среднего палеолита в Челябинской области относятся Богдановская стоянка у села Богдановское, стоянка Троицкая I на реке Уй у Троицка, следы кратковременных стоянок в пещерах Бурановская (севернее города Усть-Катава) и Ключевская на реке Юрюзань.
Стоянка в пещере Смеловская II относится к самому началу позднего палеолита. В Смеловской II пещере самые ранние следы присутствия древнего человека датируются возрастом 41 тыс. лет.
Наскальные изображения в пещере Серпиевская-2 (Колокольная) датируются возрастом 14 тыс. л. н., в Игнатьевской пещере — возрастом 6—8 тыс. л. н. (поздний палеолит). Геоглиф «Лось», находящийся в национальном парке «Зюраткуль», имеет предположительный возраст изображения от 8 до 3 тыс. лет.
В Бурановской пещере в верхних слоях открыто женское погребение, в котором костяк женщины лежал на спине в вытянутом положении головой к югу, а череп помещался в специально вырытой ямке глубиной 10 сантиметров, заполненной красной охрой. В области таза и ног находились 35 подвесок в виде плоских пластинок из зелёного змеевика овальной формы с одной отшлифованной стороной. Второе погребение подобного рода было обнаружено на стоянке неолитического времени в скалистом навесе Старичный гребень в 1,5 км ниже по реке Юрюзань от Бурановской пещеры. Эти погребения сходны по характеру погребения с захоронениями на Южном Оленьем острове Онежского озера, в могильнике урочища Караваиха на правом берегу реки Еломы в Вологодской области, в неолитических могильниках Сибири на реке Ангаре. Во всех погребениях применялась присыпка красной охрой и даже с привесками на нижней части костяка.
Наскальные рисунки «Араслановской писаницы» датируются IX—VII веками до н. э. К эпохе энеолита и бронзы относятся памятники озёр Тургояк, Сунгуль, памятники синташтинской культуры: Синташта и Аркаим, относящиеся к т. н. «Стране городов».
К югу от Магнитогорска, в районе Орска и Чкалова наравне с курганами имеются бескурганные могилы андроновской культуры. Алексей Нечвалода сделал антропологические реконструкции по черепам мужчины и женщины сакской культуры из могильника Кумкуль. Черкаскульская культура бронзового века, получила название от озера Черкаскуль, расположенного в Каслинском районе.
На территории Челябинской области ряд могильников и отдельных погребений срубной культуры поздней бронзы (Каменный Дол I, Наровчатовский I, Одиночный менгир Лисьи горы, Кирса III) имеют и алакульские черты, поэтому такие памятники нередко именуют срубно-алакульскими. У представителей срубно-алакульской культуры из Неплюевского могильника, живших 3800 л. н., определили митохондриальные гаплогруппы H, N, K, T, U и Y-хромосомные гаплогруппы Q1b и R1a.
По материалам Иткульского I (Даутовского I) городища (Верхнеуфалейский район) выделена иткульская культура раннего железного века (VIII/VII — III века до нашей эры).
Гороховская культура раннего железного века (VI—III века до н. э.) восходит к межовской культуре бронзового века, но носит следы явного влияния кочевников. Исчезновение гороховской культуры интерпретируется как миграция её носителей на Южный Урал в IV—III веках до н. э. под давлением носителей саргатской культуры.
Кушнаренковская культура (популяция зауральской стоянки Уелги на озере Уелги) и популяции, связанные с ломоватовской и неволинской культурами (Предуралье — западная оконечность Урала), обнаруживают обширные генетические связи с венграми-завоевателями Прикарпатья.

## Новое время
До начала русской колонизации Урала и активного его промышленного освоения на территории современной Челябинской области проживали в основном башкиры, также были черемисы, казахи. Административно территории входили в состав Ногайской Орды, Казанского и Сибирского ханств.
Первым русским поселением на территории современной Челябинской области стал созданный в 1672 году в районе нынешнего национального парка «Таганай» Ново-уральский острожек. Он был основан в рамках масштабной геологической экспедиции, искавшей золото и серебро. Однако геологические изыскания окончились полной неудачей, о чём в летописи сказано в таких выражениях:
«Ничего не найдено, а государевой казне великая тщета и гибель учинилась». После провала острожек был заброшен надолго. В 1741 году к разрушенному острожку прибыла новая экспедиция, которая обнаружила там железную руду и выбрала место для постройки Златоустовского завода. В 1692 году была основана Белоярская (Теченская) слобода. Первыми заводами на территории нынешней Челябинской области являются Каслинский и Нязепетровский железоделательные и чугуноплавильные заводы основанные в 1747 году.
Административное формирование территории в составе Российской империи началось в XVIII веке в составе Казанской губернии. До этого большая часть территории после падения ханств относилась к Казанскому царству.
В сентябре 1736 года на правом берегу реки Миасс полковником А. И. Тевкелевым была заложена Челябинская крепость. В 1737 году была образована Исетская провинция, центром которой с 1743 года являлся Челябинск.
В марте 1744 года была образована Оренбургская губерния, в состав которой вошли Исетская и Уфимская провинции. После упразднения в 1782 году Исетской провинции часть её территории вошла в состав Оренбургской губернии, часть — в состав Уфимской. Первыми городами на территории нынешней области стали Челябинск, Верхнеуральск (1781) и Троицк (1784).
В 1903 году в Златоусте произошёл расстрел митинга бастовавших рабочих Златоустовского казённого завода, в результате которого погибли 69 человек, более 250 были ранены.

## Февральская революция на Южном Урале
В 1917 году большая часть территории (южная) современной Челябинской области входила в состав Оренбургской губернии (Верхнеуральский, Троицкий и Челябинский уезды). Северная и горно-заводская же часть современной территории области входила в состав Пермской губернии (в составе Красноуфимского, Екатеринбургского, Шадринского уездов, в том числе Кыштымский округ горных заводов), незначительная западная часть — в Уфимскую губернию (Златоустовский уезд, в том числе Златоустовский округ горных заводов). Население города Челябинска к этому времени приближалось к 70000 жителям, национальный и социальный состав населения при этом был весьма пестрым. Разнообразие жителей города предопределило сложности взаимоотношений между жителями региона. Между тем Февральская революция слабо повлияла на жизнь простого обывателя южноуральских уездов, так же работали металлургические заводы и ездили поезда.
Февральскую революцию часто называют «телеграфной» из-за того что известия о событиях в Петрограде в губернские города приходили через телеграф. Многие царские чиновники без сопротивления сдавались в руки новой власти, комиссарам Временного правительства, надеясь на снисхождение. Только в Челябинске начальник гарнизона генерал Кореев отказался признать новую власть и объявил о введении чрезвычайного положения в городе. Однако генерал был тут же арестован собственными солдатами. Новыми органами власти на местах стали земские органы, заменившие собой старый аппарат. Однако с первых же дней революции стали возникать и другие органы: Советы, Комитеты Общественной Безопасности, фабрично-заводские Комитеты, профсоюзы и так далее. Советы и КОБЫ также претендовали на власть. Губернские комиссары опирались на поддержку созданных в первые дни марта комитетов общественной безопасности из представителей муниципальных органов власти, руководителей либеральных и социалистических партий, а также Советов — выборных сословно-классовых организаций. В уездах, как правило, комиссарами Временного правительства назначались председатели уездных земских управ.
В отличие от большинства регионов России, в южноуральских уездах практически не сложилось двоевластие. Исключение составляли регионы где значительно было казачество, там сложилось троевластие. Комиссары Временного правительства, Советы и собственно казачьи органы управления ожесточенно конкурировали между собой, стараясь привлечь на свою сторону побольше казаков и соответственно натравить их на конкурирующие структуры. Что же касается третьей власти — казачьих органов управления, весной 1917 г. произошла их реорганизация. Впервые за 200 лет атаман войска не назначался, а избирался на заседании войскового круга. При этом полномочия комиссаров Временного правительства не были сколько-нибудь четко определены по закону. У комиссаров не было своего аппарата управления, что ослабляло позиции представителей Временного правительства.
Уже в первые месяц были проведены выборы на посты глав губернии и уездов на которых в большинстве своем победили умеренные социалисты — эсеры и меньшевики. Представители этих же партий доминировали и в Советах, поэтому Советы чаще всего действовали в полном согласии с официальными органами власти. Революция принесла политические свободы. Черносотинская монархическая партия и группировки исчезли, политический спектр сместился влево, доминирующим в регионе стало влияние умеренных социалистов. Уральские эсеры, принимая в свои ряды оптом целые роты, батальоны, деревни, заводы, стали самой массовой партией Урала. Их численность достигала 150 тысяч человек. Значительно меньшей по количеству, но наиболее политически активной была кадетская партия народной свободы. Также немногочисленной, но от месяца к месяцу наращивавшее своё влияние, была партия большевиков. В начале марта, вскоре после выхода из подполья, на Урале было всего 500 сторонников Ленина, но уже к середине апреля, когда большевики провели свою первую Уральскую конференцию, их было не менее 12 тысяч человек, а к осени 1917 года 35 тысяч человек. Большевики развернули упорную борьбу за влияние на массы, в первую очередь путём критики всех мероприятий Временного правительства. Играя на ухудшении материального положения народа, они непрерывно повышали свой рейтинг. Особенно быстро росло влияние большевиков в Советах. Если в апреле 1917 года уральские большевики возглавляли только 20 % Советов региона, то в октябре — 61 %. На сторону большевиков постепенно переходили представители эсеров и меньшевиков. Упорное сопротивление большевикам оказали кадеты, поддерживаемые предпринимателями Урала. Финансовую помощь антибольшевистским организациям оказал Совет съездов горнопромышленников Урала, сосредоточивших в своих руках наиболее крупных уральских горнозаводчиков. Председателем Совета был российский экономист, член кадетской партии Николай Николаевич Кутлер.
К середине марта 1917 г. на Урале властные структуры были сформированы и на уровне уездов. Уездными комиссарами стали председатели земских управ либо их заместители. Все комиссары утверждались Временным правительством. Городскими комиссарами становились бывшие председатели городских дум либо бывшие городские головы. Уездные и городские комиссары играли менее самостоятельную роль, чем губернские, будучи вынужденными лавировать между требованиями губернских комиссаров и местных партийных организаций; Советами и комитетами общественной безопасности. В то же время полномочия уездных комиссаров прописаны были более детально, чем полномочия губернского комиссара. Им подчинялась полиция. Существенной проблемой стала быстрая смена руководителей уездного звена местного самоуправления. Если в марте все уездные комиссары являлись председателями или заместители уездных земских управ‚ имеющими определённый опыт управления, то к маю-июню ситуация радикально изменилась. В ходе выборов, инициированных социалистическими партиями, на должности уездных комиссаров были назначены представители левых партий. Демократизация местного самоуправления коснулась и волостного уровня. Впервые структура земств получает низовое звено — волостные земства вместо волостных сходов и волостных правлений, хотя закон о волостных земствах был принят Временным правительством только 21 мая 1917 г..
К осени 1917 года массовое народное недовольство достигло пика. Не были решены главные проблемы — война и аграрный вопрос. 

## Челябинская губерния
Постановлением ВЦИК от 27 августа 1919 года было создано Челябинское районное управление на правах губернского органа, подчинённое Сибирскому революционному комитету, а с 21 апреля 1920 года, на основании постановления ВЦИК, революционному совету 1-й армии труда.
Границы Челябинской губернии неоднократно менялись: в 1920 году Кустанайский уезд передан в Оренбургско-Тургайскую губернию, а Верхнеуральский уезд присоединён к Челябинской губернии; в 1922 году к ней был присоединён Златоустовский уезд. К июню 1922 года была создана инициативная группа из 17 активных работников златоустовской организации эсеров, которая 26 июня 1922 года выступила с декларацией о необходимости созыва съезда по вопросу ликвидации партии эсеров.
В начале 20-х годов XX века красными было подавлено Западно-Сибирское восстание — крупнейшее антибольшевистское вооружённое выступление крестьян, казаков, части рабочих и городской интеллигенции в РСФСР.
Постановлением ВЦИК от 3 ноября 1923 года Челябинская губерния была ликвидирована, а на её территории созданы Златоустовский, Курганский, Троицкий и Челябинский округа, входящие в состав Уральской области. Постановлением ВЦИК и СНК СССР от 23 июля 1930 года округа упразднены с 1 октября 1930 года. Районы упразднённых округов остались в составе Уральской области.

## Челябинская область
17 января 1934 года Постановлением ВЦИК Уральская область разделена на три области: Свердловскую с центром в г. Свердловске, Челябинскую область с центром в г. Челябинске и Обско-Иртышскую область с центром в г. Тюмени. Границей между Свердловской и Челябинской областями определены районы: Нязе-Петровский, Уфалейский, Каменский, Троицкий, Камышловский, Талицкий, Тугулымский, Ялуторовский, Омутинский, Аромашевский и Викуловский со включением их в состав Челябинской области. К Челябинской области отнесены, кроме того, все остальные южные районы бывшей Уральской области (всего 57 районов и 4 города областного подчинения: Челябинск, Златоуст, Карабаш, Кыштым), а также Аргаяшский кантон Башкирской АССР, с преобразованием его в национальный округ Челябинской области. В мае 1934 года в Челябинскую область из Свердловской был передан Багарякский район, при этом из Челябинской в Свердловскую был передан Сухоложский район.
В дальнейшем территория области неоднократно уменьшалась. Так, были переданы 11 восточных районов во вновь образованную в декабре 1934 года Омскую область. В 1938 году Буткинский, Камышловский, Пышминский, Талицкий, Тугулымский, в 1942 году Каменский, Покровский районы были переданы из Челябинской области в состав Свердловской области. После передачи 6 февраля 1943 года ещё 32 районов в состав вновь образованной Курганской области границы Челябинской области практически не менялись. Но, происходили неоднократные изменения внутреннего административного деления, в частности разукрупнения, объединения, ликвидации, переименования некоторых районов, изменения статусов ряда населённых пунктов области.
Указом Президиума Верховного Совета СССР от 23 октября 1956 года Челябинская область награждена орденом Ленина за выдающиеся успехи в освоении целинных и залежных земель, повышении урожайности и успешное выполнение обязательств по сдаче государству 90 млн пудов хлеба, в том числе 76 млн пудов пшеницы. Общее количество освоенных земель составило более 1 млн га.
29 сентября 1957 года на комбинате Маяк, расположенном в закрытом городе Челябинск-40 (ныне Озёрск), произошла кыштымская авария — первая в СССР радиационная чрезвычайная ситуация техногенного характера, в результате которой из хранилища в окружающую среду была выброшена смесь радионуклидов общей активностью 20 млн Ки. От радиационного облучения только в течение первых 10 дней погибли около 200 человек, общее число пострадавших оценивается в 250 тыс. чел., авария была оценена в 6 баллов по международной семибалльной шкале.
Указом Президиума Верховного Совета СССР от 4 декабря 1970 года Челябинская область была награждена вторым орденом Ленина за большие заслуги, достигнутые трудящимися области в выполнении заданий VIII пятилетнего плана (выполнен досрочно 24 ноября 1970 года) по развитию народного хозяйства и особенно отраслей тяжелой промышленности. За годы пятилетки вступили в строй 170 крупных объектов народного хозяйства. Предприятия области освоили выпуск 348 новых изделий. Чёрная металлургия области по объёму производства металла выдвинулась на ведущее место в стране. Производительность труда выросла на 28,3 %, объём реализованной продукции увеличился на 43,5 %. На торжественном собрании трудящихся 3 февраля 1971 года член Политбюро ЦК КПСС, Председатель Комитета партийного контроля при ЦК КПСС А. Я. Пельше вручил орден Ленина представителям коллективов Челябинской области.
15 февраля 2013 года на территории Челябинской области произошло падение метеорита Челябинск.
В 2020 году городам Челябинск и Магнитогорск присвоены почётные звания «Город трудовой доблести».